# Liar's poker
 'Liar's poker'  is een Amerikaans café-spel dat statistisch rekenen met bluffen combineert. Het wordt gespeeld met de acht cijfers van het serienummers op een dollarbiljet. De nummers worden  meestal gerangschikt door de "0" te tellen als tien, en de "1" als het allerhoogste het "aas". Normaal gesproken wordt het spel gespeeld met een stapel willekeurige verkregen dollarbiljetten. Het doel is om te raden hoe dikwijls de getallen verschijnen op de dollarbiljetten in handen van alle  spelers.
Elke speler weet de getallen op zijn dollarbiljet zonder dat de andere spelers kunnen meekijken. Een aangewezen speler moet beginnen met een bod. Hij geeft aan hoeveel van een door hem gekozen getal van 0 tot en met 9 de gezamenlijke spelers in handen hebben. De opvolgende speler moet dit bod overtreffen. Dat kan door hetzelfde aantal van een hoger getal te bieden of meer getallen.
Het spel gaat door totdat alle andere spelers zeggen dat het laatste bod “niet klopt”. 
Hierop onthult elke speler hoeveel ze individueel vasthouden op het serienummer van het biljet van dit betwiste getal. Als het aantal opgetelde cijfers lager is dat het betwiste bod, moet de bieder elke speler een dollar betalen. Anders moeten alle spelers aan de bieder een dollar betalen.
In het boek Liar’s Poker van Michael Lewis daagt de CEO van Salomon Brothers John Gutfreund zijn beste handelaar John Meriwether tevergeefs uit tot een spel Liar’s poker om 10 miljoen dollar. Voor beurshandelaren is het nu eenmaal een leerzaam spel omdat je overeind moet blijven als al je tegenspelers zich gezamenlijk tegen jou keren.